# 曾公祠 (南京)
曾公祠位于中国江苏省南京市秦淮区九条巷8号、今南京市钟英中学（原南京市第三初级中学）北校区内，为祭祀曾国荃的专祠，建于清光绪十七年（1891年），国民政府时期曾作为蒙藏委员会会址，日占时期又曾作为安青同盟会会址，1949年后改为学校。建筑东西分别至洪武路和中山南路，南北分别至九条巷和八条巷，中轴线上依次为大门、正厅和大殿三进，采用砖木结构，以两庑和回廊相连并形成方院，两侧原为曾氏后人住宅，后部曾辟有花园（均已不存）。其中大门外砌八字形雕花牌楼，檐下饰有砖雕斗栱，中为弧形券门，正厅和大殿均为五开间厅堂。建筑现状已经过修缮，但限于成本，部分细节已失原貌。